# Alo Jakin
Alo Jakin (Tartu, Estónia, 14 de novembro de 1986) é um ciclista estónio que foi profissional de 2006 a 2007 e de 2014 a 2019.
Em dezembro de 2019 anunciou a sua retirada como ciclista profissional depois de não encontrar equipa para 2020.

## Palmarés
2013
- 1 etapa da Ronde de l'Oise

2014
- Campeonato da Estónia em Estrada
- 2.º no Campeonato da Estónia Contrarrelógio

2015
- Boucles de l'Aulne

2016
- 1 etapa do Circuito das Ardenas
- 3.º no Campeonato da Estónia em Estrada

2017
- 2.º no Campeonato da Estónia em Estrada

2018
- 2.º no Campeonato da Estónia Contrarrelógio

2019
- 2.º nos Jogos Europeus em Estrada
- Campeonato da Estónia em Estrada